# Blepephaeus mindanaonis
Blepephaeus mindanaonis es una especie de escarabajo longicornio del género Blepephaeus, subfamilia Lamiinae. Fue descrita científicamente por Schultze en 1920.
Se distribuye por Filipinas. Mide 25-29 milímetros de longitud.